# Чемпионат России по кёрлингу среди женщин 2017
25-й чемпионат России по кёрлингу среди женских команд в группах «А» и «Б» проходил с 3 по 9 апреля 2017 года в кёрлинг-центре «Ледяной куб» города Сочи. Чемпионский титул впервые выиграла команда Краснодарского края.

## Регламент турнира
В группе «А» приняли участие 10 команд: 3 из московского клуба «Москвич» (Москва, «Зекурион-Москвич», «Москвич»-1), две из санкт-петербургского клуба «Адамант» («Адамант»-1 и «Адамант»-2), две из Московской области, команда Краснодарского края и ещё по одной команде из Москвы («Воробьёвы Горы») и Челябинска.
Чемпионат включал два этапа — предварительный и плей-офф. На предварительной стадии команды играли в один круг. Места распределялись по общему количеству побед. В случае равенства этого показателя у двух и более команд приоритет отдавался преимуществу в личных встречах соперников. Если на место в плей-офф претендуют несколько команд, имеющих одинаковое количество побед, то между двумя из них проводится дополнительный матч (тай-брейк). Четыре лучшие команды вышли в плей-офф и, разделившись на пары (1-я играет с 4-й, 2-я — с 3-й), определили двух финалистов, которые разыграли первенство. Проигравшие в полуфиналах в матче за 3-е место разыграли бронзовые награды.
Команды, занявшая в чемпионате 9-е и 10-е места, покидают группу «А».
Чемпионат в группе «Б» проводился по той же схеме, что и в группе «А». Две лучшие команды получают путёвки в группу «А» следующего сезона. Окончательно же состав групп «А» и «Б» чемпионата России 2018 определится в следующем году.

## Группа «А»

### Составы команд
| Команда                   | Скип              | Третий              | Второй             | Первый             | Запасной             | Тренер            |
| ------------------------- | ----------------- | ------------------- | ------------------ | ------------------ | -------------------- | ----------------- |
| Краснодарский край        | Ольга Жаркова     | Юлия Портунова      | Галина Арсенькина  | Юлия Гузиёва       | Людмила Прививкова   | Ефим Жиделев      |
| Московская область 2      | Ксения Шевчук     | Влада Румянцева     | Ирина Рязанова     | Анастасия Мищенко  | Анастасия Шустрова   | Татьяна Лукина    |
| Воробьевы горы 1          | Евгения Демкина   | Вера Тюлякова       | Римма Шаяфетдинова | Равиля Искакова    | Анастасия Прокофьева | Светлана Калалб   |
| Адамант Санкт-Петербург 1 | Алина Ковалёва    | Ульяна Васильева    | Екатерина Кузьмина | Мария Комарова     | Мария Бакшеева       | Алексей Целоусов  |
| Московская область 1      | Дарья Морозова    | Анастасия Москалёва | Ольга Котельникова | Дарья Стёксова     | —                    | Татьяна Лукина    |
| Адамант Санкт-Петербург 2 | Виктория Моисеева | Мария Дуюнова       | Оксана Гертова     | Арина Заседателева | Полина Биккер        | Ирина Колесникова |
| Челябинская область       | Анастасия Вдовина | Дарья Панченко      | Динара Байгунина   | Дарья Амельченко   | Евгения Соколова     |                   |
| Москвич 1                 | Лолита Третьяк    | Валерия Шелкова     | Наталия Губанова   | Ксения Новикова    | Полина Черных        | Ольга Андрианова  |
| Зекурион-Москвич          | Алина Биктимирова | Яна Некрасова       | Валерия Скляренко  | Анастасия Скултан  | Мария Борисова       | Ольга Андрианова  |
| Сборная команда Москвы    | Анна Сидорова     | Маргарита Фомина    | Александра Раева   | Нкеирука Езех      | Екатерина Антонова   | Ольга Андрианова  |

### Результаты

#### Предварительный этап
| М  | Команда (скип)                            | 1   | 2    | 3    | 4    | 5    | 6    | 7    | 8    | 9    | 10   | И | В | П |
| -- | ----------------------------------------- | --- | ---- | ---- | ---- | ---- | ---- | ---- | ---- | ---- | ---- | - | - | - |
| 1  | «Адамант»-1 Санкт-Петербург (А.Ковалёва)  |     | 8:7  | 8:6  | 4:7  | 5:4  | 7:6  | 5:4  | 7:4  | 5:2  | 7:5  | 9 | 8 | 1 |
| 2  | Москва (А.Сидорова)                       | 7:8 |      | 5:4  | 6:5  | 6:4  | 10:2 | 10:5 | 9:1  | 8:3  | 7:5  | 9 | 8 | 1 |
| 3  | Краснодарский край Сочи (О.Жаркова)       | 6:8 | 4:5  |      | 6:2  | 8:3  | 10:3 | 9:5  | 10:2 | 11:3 | 10:3 | 9 | 7 | 2 |
| 4  | «Адамант»-2 Санкт-Петербург (В.Моисеева)  | 7:4 | 5:6  | 2:6  |      | 4:7  | 10:7 | 8:6  | 9:3  | 10:1 | 6:4  | 9 | 6 | 3 |
| 5  | «Зекурион-Москвич» Москва (А.Биктимирова) | 4:5 | 4:6  | 3:8  | 7:4  |      | 10:5 | 6:7  | 8:6  | 8:0  | 7:2  | 9 | 5 | 4 |
| 6  | Московская область-1 Дмитров (Д.Морозова) | 6:7 | 2:10 | 3:10 | 7:10 | 5:10 |      | 5:4  | 8:4  | 7:3  | 11:3 | 9 | 4 | 5 |
| 7  | «Воробьёвы Горы»-1 Москва (Е.Дёмкина)     | 4:5 | 5:10 | 5:9  | 6:8  | 7:6  | 4:5  |      | 6:5  | 6:5  | 6:5  | 9 | 4 | 5 |
| 8  | Московская область-2 Дмитров (К.Шевчук)   | 4:7 | 1:9  | 2:10 | 3:9  | 6:8  | 4:8  | 5:6  |      | 8:7  | 9:4  | 9 | 2 | 7 |
| 9  | Челябинская область (А.Вдовина)           | 2:5 | 3:8  | 3:11 | 1:10 | 0:8  | 3:7  | 5:6  | 7:8  |      | 9:5  | 9 | 1 | 8 |
| 10 | «Москвич»-1 Москва (Л.Третьяк)            | 5:7 | 5:7  | 3:10 | 4:6  | 2:7  | 3:11 | 5:6  | 4:9  | 5:9  |      | 9 | 0 | 9 |

#### Плей-офф
Полуфинал
|             | Итого |
| ----------- | ----- |
| «Адамант»-1 | 6     |
| «Адамант»-2 | 5     |

|                    | Итого |
| ------------------ | ----- |
| Краснодарский край | 8     |
| Москва             | 6     |

Матч за 3-е место
|             | Итого |
| ----------- | ----- |
| Москва      | 8     |
| «Адамант»-2 | 3     |

Финал
|                    | 1 | 2 | 3 | 4 | 5 | 6 | 7 | 8 | 9 | 10 | Итого |
| ------------------ | - | - | - | - | - | - | - | - | - | -- | ----- |
| Краснодарский край | 0 | 1 | 1 | 0 | 1 | 0 | 0 | 1 | 0 | 1  | 5     |
| «Адамант»-1        | 1 | 0 | 0 | 0 | 0 | 1 | 0 | 0 | 1 | 0  | 3     |

### Итоги

#### Положение команд
| Краснодарский край (Сочи)        | 6. Московская область-1        |
| «Адамант»-1 (Санкт-Петербург)    | 7. «Воробьёвы Горы»-1 (Москва) |
| Москва                           | 8. Московская область-2        |
| 4. «Адамант»-2 (Санкт-Петербург) | 9. Челябинская область         |
| 5. «Зекурион-Москвич» (Москва)   | 10. «Москвич»-1 (Москва)       |

#### Призёры
Краснодарский край (Сочи): Ольга Жаркова, Галина Арсенькина, Юлия Портунова, Юлия Гузиёва, Людмила Прививкова. Тренер — Ефим Жиделев.
  «Адамант»-1 (Санкт-Петербург): Алина Ковалёва, Ульяна Васильева, Екатерина Кузьмина, Мария Комарова, Мария Бакшеева. Тренер — Алексей Целоусов.
  Москва: Анна Сидорова, Маргарита Фомина, Александра Раева, Нкеирука Езех, Екатерина Антонова. Тренер — Ольга Андрианова.

## Группа «Б»

### Результаты

#### Предварительный этап
| М   | Команда (скип)                             | И | В | П |
| --- | ------------------------------------------ | - | - | - |
| 1   | «Воробьёвы Горы»-2 Москва (В. Макаршина)   | 9 | 8 | 1 |
| 2   | Санкт-Петербург-2 (М. Ермейчук)            | 9 | 6 | 3 |
| 3   | Сборная клубов Москвы (Е. Тельнова)        | 9 | 6 | 3 |
| 4-5 | Московская область-3 Дмитров (Е. Толстова) | 9 | 5 | 4 |
| 4-5 | Санкт-Петербург-3 (А. Даньшина)            | 9 | 5 | 4 |
| 6   | УОР-2 Санкт-Петербург (И. Низовцева)       | 9 | 5 | 4 |
| 7   | Красноярский край (А. Веневцева)           | 9 | 4 | 5 |
| 8   | «Москвич»-2 Москва (С. Оразалина)          | 9 | 3 | 6 |
| 9   | Татарстан Казань (И. Волкова)              | 9 | 2 | 7 |
| 10  | «Нева» Санкт-Петербург (Л. Мурова)         | 9 | 1 | 8 |

#### Тай-брейк
|                      | Итого |
| -------------------- | ----- |
| Санкт-Петербург-3    | 7     |
| Московская область-3 | 2     |

#### Плей-офф
Полуфинал
|                    | Итого |
| ------------------ | ----- |
| «Воробьёвы Горы»-2 | 9     |
| Санкт-Петербург-3  | 7     |

|                       | Итого |
| --------------------- | ----- |
| Сборная клубов Москвы | 9     |
| Санкт-Петербург-2     | 3     |

Матч за 3-е место
|                   | Итого |
| ----------------- | ----- |
| Санкт-Петербург-3 | 6     |
| Санкт-Петербург-2 | 5     |

Финал
|                       | Итого |
| --------------------- | ----- |
| Сборная клубов Москвы | 7     |
| «Воробьёвы Горы»-2    | 5     |

### Итоги

#### Положение команд
| Сборная клубов Москвы             | 6. УОР-2 (Санкт-Петербург)        |
| «Воробьёвы Горы»-2 (Москва)       | 7. Красноярский край (Красноярск) |
| Санкт-Петербург-3                 | 8. «Москвич»-2 (Москва)           |
| 4. Санкт-Петербург-2              | 9. Татарстан (Казань)             |
| 5. Московская область-3 (Дмитров) | 10. «Нева» (Санкт-Петербург)      |

Сборная клубов Москвы и команда «Воробьёвы Горы»-2 завоевали право на переход в группу «А» чемпионата России 2018.